# IR-Klasse WAM-2/3
WAM-2 und WAM-3 sind Elektrolokomotiven der Indian Railways für den Betrieb mit 25 kV-Wechselstrom mit einer Frequenz von 50 Hz, die zwischen 1960 und 1964 aus Japan importiert wurden. Die Bezeichnung setzt sich aus W für wide ‚Breitspur‘, A für alternating current ‚Wechselstrom‘ und mixed ‚Universallokomotive für Güter- und Personenverkehr‘ zusammen. Neben den 36 WAM-2 wurden zwei WAM-3 geliefert, die mit geänderten Gleichrichtern ausgerüstet waren. Beide Baureihen waren vor Güter- und Personenzügen über 40 Jahre im Einsatz. Alle Lokomotiven sind ausrangiert, keine ist der Nachwelt erhalten geblieben. Vier elektrische Ausrüstungen von WAM-2-Lokomotiven wurden für den Bau von sechsachsigen WAP-2-Lokomotiven verwendet, die im schweren Reisezugverkehr eingesetzt wurden. Sie bewährten sich nicht und wurden bereits in den 1980er-Jahren ausgemustert.

## Geschichte
Indian Railways führte mithilfe der WAM-1-Lokomotiven der europäischen 50-Hz-Arbeitsgemeinschaft den elektrischen Betrieb mit Wechselstrom ein. Um einen alternativer Lieferant für Lokomotiven aufzubauen, wurde bei einem The Japanese Group genannten Konsortium bestehend aus den Firmen Mitsubishi, Hitachi und Toshiba Lokomotiven bestellt, die gegenüber den WAM-1 eine etwas geringere Leistung hatten. Die Lieferung erfolgte ab 1960 in zwei Losen: Das erste Los umfasste 10 Lokomotiven der Klasse WAM-2, das zweite Los 26 Lokomotiven der Klasse WAM-2 und zwei Lokomotiven der Klasse WAM-3. Im Gegensatz zu den Lokomotiven aus dem ersten Lieferlos hatten die WAM-2 Lokomotiven aus dem zweiten Los keine Luftpresser und somit auch keine Direkte Bremse.
Die WAM-2 Lokomotiven wurden wie die WAM-1 Lokomotiven in der Gangesebene eingesetzt, wo die ersten mit 25 kV-Wechselstrom elektrifizierten Strecken lagen. Sie wurden dem Depot Asansol der Regionalgesellschaft Eastern Railway (ER) zugeteilt, liefen aber manchmal von Kalkutta über Kanpur bis nach Neu-Delhi durch.
Im Februar 1980 wurde die Höchstgeschwindigkeit der WAM-2 und WAM-3 Lokomotiven von 105 km/h auf 120 km/h erhöht. Dies geschah für den Einsatz vor den hochwertigen Rajdhani Express, die im Nachtsprung Kalkutta mit Neu-Delhi verbanden.
Bei Indian Railways wurden die Lokomotiven üblicherweise nach 35 Dienstjahren ausgemustert. Die WAM-2 Lokomotiven wurden bereits nach 30 Jahren ausgemustert, weil sich deren Ausrüstung mit Druckluftbremse für die verbleibenden fünf Jahre nicht mehr lohnte. Die übrigen Lokomotiven wurden um das Jahr 2000 ausrangiert, wobei einige noch gut erhalten waren.

## Technik
Ein Transformator setzt die Fahrdrahtspannung von 25 kV auf 1070 V herunter, die dem Ignitron-Quecksilberdampfgleichrichter zugeführt wurde, die vier Fahrmotoren mit Gleichstrom versorgten. Die Spannungsregelung erfolgte auf der Hochspannungsseite des Transformators mit einem Stufenschalter, der 20 Fahrstufen hatte. In den Drehgestellen waren die Gleichstrom-Fahrmotoren von Mitsubishi voll abgefedert aufgehängt. Der Antrieb auf die Achsen erfolgte über eine Bogenzahnkupplung auf ein achsreitendes Getriebe. Einige Lokomotiven wurden später auf Excitron-Gleichrichter umgebaut. Alle Lokomotiven hatten eine Widerstandsbremse.

## WAM-3
Die Lokomotiven der Klasse WAM-3 waren zwei modifizierte WAM-2, welche die Nummer 20336 und 20337 trugen und ebenfalls in Asansol beheimatet waren. Äußerlich waren sie an den mit dem Knie gegen die Stirnwand zeigenden Einholmstromabnehmern zu erkennen – bei den WAM-2 zeigten die Knie der Stromabnehmer zur Lokmitte. Die WAM-3 hatten anstelle der  Quecksilberdampfgleichrichtern, solche mit Siliziumdioden, die übrige Ausrüstung war identisch zu den WAM-2. Die beiden Lokomotiven wurden vor prestigeträchtige Züge wie Kalka Mail oder Toofan Express zwischen Kalkutta und Delhi eingesetzt,  wurden aber durch die WAM-4 abgelöst, sodass sie nur noch vor Personenzügen eingesetzt wurden. Beide Lokomotiven wurden verschrottet, wobei die 20337 im Januar 2000 noch als Rangierlok in Asansol im Einsatz stand.

## WAP-2
Die WAP-2-Lokomotiven entstanden durch die Verwendung der elektrischen Ausrüstung von WAM-2-Lokomotiven in mechanischen Teilen aus der WAP-1-Klasse, die Nummern der verwendeten Spenderlokomotiven sind nicht bekannt. Die vier WAP-2 waren ebenfalls dem Depot Asansol zugeteilt. Sie hatten zwei dreiachsige Drehgestelle mit Tatzlagerantrieb. Sie waren längere Zeit vor schweren Reisezügen eingesetzt, manchmal auch vor dem Howrah Rajdhani Express. Die Baureihe bewährte sich nicht, weshalb die Lokomotiven bereits 1980 verschrottet wurden. Es sind keine Fotos der WAP-2 bekannt.